# Фриз Микола
Мико́ла Фриз (псевдо: «Верни́гора» (нар. 1914, Залокоть, Австро-Угорщина нині Дрогобицький район, Львівська область — пом. 1969, Йонкерс, США) — діяч ОУН, командир УПА, керівник пропаганди на Лемківщині.

## Життєпис

(м. Регенсбург, 3.03.1948). Зліва направо: Микола Фриз («Вернигора»)‚ Петро Миколенко («Байда»), Михайло Озимко (“Залізняк”), Роман Боднар («Сагайдачний»), Михайло Борис («Жан»)‚ Модест Ріпецький («Горислав»), Степан Ґоляш («Мар»)‚ Михайло Дуда («Громенко»), Зиновій Соколюк (“Семенів”).

Микола Фриз народився 1914 року в селі Залокоть, нині Дрогобицького району Львівської області.
Закінчивши в рідному селі початкову школу, вчився в Українській гімназії в Дрогобичі. 1932 року став членом юнацтва ОУН. Успішно здавши 1934 року матуру, вступив до Духовної семінарії в Перемишлі. Успішно закінчив її в травні 1939 року. Після цього був висвячений на диякона. Того року був покликаний до обласного проводу ОУН на пост референта Юнацтва ОУН.
У 1943—1944 роках працював директором дівочої бурси в Ліську і продовжував підпільну працю в ОУН, особливо серед інтелігенції повіту.
Від липня 1944 року як окружний референт пропаганди під псевдонімом «Вернигора» проводив виховну роботу серед новоорганізованих сотень УПА. Того ж року одружився з Катериною Білани із Волі Матіяшової.
У травні 1945 року призначений референтом пропаганди надрайону «Бескид», який охоплював усю Лемківщину.
1947 року сотник Вернигора перейшов із групою бандерівців на Захід. Їздив різними країнами з доповідями про український визвольний рух та працював у Проводі ЗЧ ОУН.
1948 року нелегально перейшов кордон Франції, де став провідним діячем ОУРФ, а також крайовим провідником ОУН у Франції (1948—1961 роки). Одночасно займався виданням часопису «Українець».
Більшовицька агентура весь час вела підступну роботу проти Вернигори. 1967 року із дружиною, дочкою Богданою і трьома синами Володимиром, Ігорем і Михайлом емігрував до США і поселився в Йонкерсі біля Нью-Йорку.
Микола активно включився в суспільно-громадське життя, працюючи в фармацевтичній фірмі. 1969 року несподівано помер на 54-му році життя. Похований на цвинтарі Ґейт оф Гевен у Гановер, Нью-Джерсі.

## Вшанування пам'яті
Улітку 2002 року в селі Залокоть відкрито пам'ятник Миколі Фризу. На відкриття приїхав із Йонкерса син Ігор із мамою — дружиною Миколи Фриза.

## Праці
- Микола Вернигора. «Про рейди УПА» // УПА в світлі документів з боротьби за Українську Самостійну Соборну Державу. 1942—1950. — Видання Закордонних Частин Організації Українських Націоналістів, 1957. — Т. 1. — С. 67—76.